# Manoir des Demaines
Le manoir des Demaines, dit parfois à tort manoir des Domaines, est une demeure qui se dresse sur le territoire de l'ancienne commune française de Lécaude, dans le département du Calvados, en région Normandie. L'édifice est totalement protégé au titre des monuments historiques.

## Localisation
Le manoir est situé sur un coteau à Lécaude, au sein de la commune nouvelle de Mézidon Vallée d'Auge, dans le département français du Calvados.

## Historique
L'édifice, dit parfois à tort manoir des Domaines, est daté du XVIe ou de la fin du XVe siècle. Il est construit pour Louis Thabarye, seigneur des Demaines et dont les descendants en avaient encore la possession au XVIIe siècle.

## Description
L'architecture est classique avec colombages et grandes fenêtres. La porte d'entrée d'origine, en bois, est en place, avec un décor à la fois gothique et Renaissance.
Les deux façades sont également décorées, par souci esthétique ou du fait d'un accueil également par la façade postérieure, pourvue d'un escalier. Les combles possèdent trois lucarnes.

## Protection
Au titre des monuments historiques :
- le logis et le cellier attenant au manoir, en totalité sont classés par arrêté du 6 septembre 2006 ;
- les communs comprenant le grand commun en pierre, la grange et le petit bâtiment de commun, en totalité ; ainsi que la totalité de l'assise foncière sont inscrits par arrêté 6 septembre 2006.